# Women's National Republican Club (Nueva York)
La Women's National Republican Club  es una casa histórica ubicada en Nueva York, Nueva York. La Women's National Republican Club se encuentra inscrita  en el Registro Nacional de Lugares Históricos desde el 27 de febrero de 2013. La casa es sede de la National Federation of Republican Women en Nueva York.

## Ubicación
La Women's National Republican Club se encuentra dentro del condado de Nueva York en las coordenadas 40°45′34″N 73°58′39″O / 40.759562, -73.97744.